# Ocean & Coastal Management
Ocean & Coastal Management ist eine Fachzeitschrift für das Management von Küsten und Ozeanen. Sie erscheint bei Elsevier. Es werden wissenschaftliche Arbeiten (Peer Reviewed) zu den Themen und allen Aspekten internationaler, nationaler und lokaler Ebene veröffentlicht. Ocean & Coastal Management erscheint 12-mal im Jahr.
Die Zeitschrift erschien früher unter dem Titel Ocean and Shoreline Management.